# 홍천 희망리 삼층석탑
홍천 희망리 삼층석탑(洪川 希望里 三層石塔)은 대한민국 강원특별자치도 홍천군 홍천읍 희망리, 홍천읍사무소에 있는 고려시대의 삼층석탑이다. 1963년 1월 21일 대한민국의 보물 제79호로 지정되었다.

## 개요
1단의 기단(基壇) 위에 3층의 탑신(塔身)을 갖춘 고려시대의 일반적인 3층석탑으로, 원래는 홍천초등학교 뒤에 있던 것을 현재의 군청으로 옮겨 놓았다. 보수를 하여 보존상태는 양호하나 이미 지붕돌은 깨어졌다.
널찍한 돌 2장이 놓여 있고 그 위로 기단과 탑신부가 있는 상태이다. 기단 가운뎃돌의 각 모서리에 기둥모양을 새겨두었으며 가운데에도 기둥조각을 두었다. 기단을 마감하는 맨 윗돌은 윗면에 약간의 경사가 있다.
탑신부는 각 층의 몸돌과 지붕돌이 각각 하나의 돌로 이루어져 있는데, 몸돌마다 모서리에 기둥 모양을 조각하였다. 안타까운 것은 3층의 몸돌이 없어져 위층으로 가면서 줄어드는 비율을 뚜렷하게 관찰할 수 없다는 것이다. 지붕돌 밑에는 모두 4단씩의 받침을 새겼다. 지붕돌이 두껍지는 않지만, 네 귀퉁이 끝부분의 치켜올림이 적어서 날렵한 느낌은 없다.
각 부의 조각이 약화된 모습을 보여 고려 중기 이후에 조성된 것으로 추정된다.

## 같이 보기
- 삼층석탑

## 참고 자료
- 홍천 희망리 삼층석탑 - 국가유산청 국가유산포털